# Virgen de Tobed
La Virgen de Tobed con el futuro Enrique II de Castilla, su mujer Juana Manuel y sus hijos o, abreviadamente, la Virgen de Tobed, es una témpera sobre tabla, datada hacia 1359-1362, de estilo italogótico catalán. Fue parte de un grupo de doce piezas medievales y altorrenacentistas españolas que José Luis Várez Fisa y su familia donaron en 2013 al Museo del Prado, estando esta considerada como la más valiosa del conjunto.

## Procedencia
La tabla es originaria del presbiterio de la Iglesia de Santa María de Tobed (Zaragoza), de nave única y cabecera recta con tres capillas, para las que el taller de los Serra realizó sendos retablos. Del central, dedicado a la titular del templo, solo ha subsistido esta tabla. Los laterales estaban dedicados a la Magdalena y a San Juan Bautista. Del primero solo queda la calle lateral con el correspondiente banco, propiedad también del Prado desde 1965. Del de San Juan Bautista el Prado posee desde ese mismo año una calle lateral con su banco (las tres son las únicas obras del pintor que tiene la pinacoteca), otro lateral, incompleto, se encuentra repartido entre el Museo Diocesano de Barcelona y una colección particular, mientras que la tabla central está en el Museo Maricel de Sitges (Barcelona). 
Carmen Lacarra adscribió los tres retablos al pintor Jaume Serra, que se encontraba entonces al inicio de su carrera, estando el taller familiar dirigido aún por su hermano Francesc, atribución que ha sido tradicionalmente aceptada, aunque en 1986 José Gudiol y Santiago Alcolea Blanch plantearon en su lugar la autoría de Ramón Destorrents.

## Descripción
La tabla muestra a la Virgen de la Leche o Virgen lactante con el Niño Jesús. Asimismo aparece el donante, lo cual dota además de importancia histórica a la obra al tratarse de Enrique de Trastámara, hijo bastardo del rey Alfonso XI de Castilla, futuro Enrique II de Castilla y primer rey de esa dinastía, al que el pintor representó junto a su mujer, Juana Manuel de Castilla, su hijo, el futuro Juan I de Castilla, y una hija.
Enrique y su esposa encargaron durante su estancia en Aragón las tres tablas al taller de los Serra. Enrique de Trastámara, al igual que su hijo, figura retratado como rey de Castilla, aun cuando en el momento de realizarse la obra todavía no lo era (su proclamación fue en 1366 y de manera efectiva no lo fue hasta 1369, tras matar por apuñalamiento a su hermanastro Pedro I de Castilla).
Con su incorporación al Prado se convierte en el retrato real más antiguo de la colección del museo.